# Carl Zollmann
Carl Zollmann (* 5. Dezember 1795 in Wiesbaden; † nach 1851) war Weinhändler und nassauischer Politiker.

## Leben
Zollmann war der Sohn des Privatiers Karl Friedrich Zollmann (1770–1848) und der Katharina geborene Noll (1772–1844). Zollmann, der katholischer Konfession war, heiratete am 16. April 1795 in Sonnenberg Anna Maria geborene Hildebrand, die Tochter des Kaufmanns Anton Hillenbrand.
Zollmann war Weinhändler in Limburg an der Lahn. Nach der Märzrevolution war er 1848 bis 1851 für den Wahlkreis VI (Limburg/Diez) Mitglied der Ständeversammlung des Herzogtums Nassau. In den Ständen gehörte er zum Club der Rechten.